# Crime à Aigues-Mortes
 (mai 2020).
Si vous disposez d'ouvrages ou d'articles de référence ou si vous connaissez des sites web de qualité traitant du thème abordé ici, merci de compléter l'article en donnant les références utiles à sa vérifiabilité et en les liant à la section « Notes et références ».
Série Crime à...
Crime en Lozère
(2014) Crime à Martigues
(2016)
Pour plus de détails, voir Fiche technique et Distribution.
Crime à Aigues-Mortes est un téléfilm franco-belge  réalisé par Claude-Michel Rome et diffusé en 2015 sur France 3.
Le téléfilm est une coproduction de Paradis Films, de Be-Films et de la RTBF (télévision belge).

## Synopsis

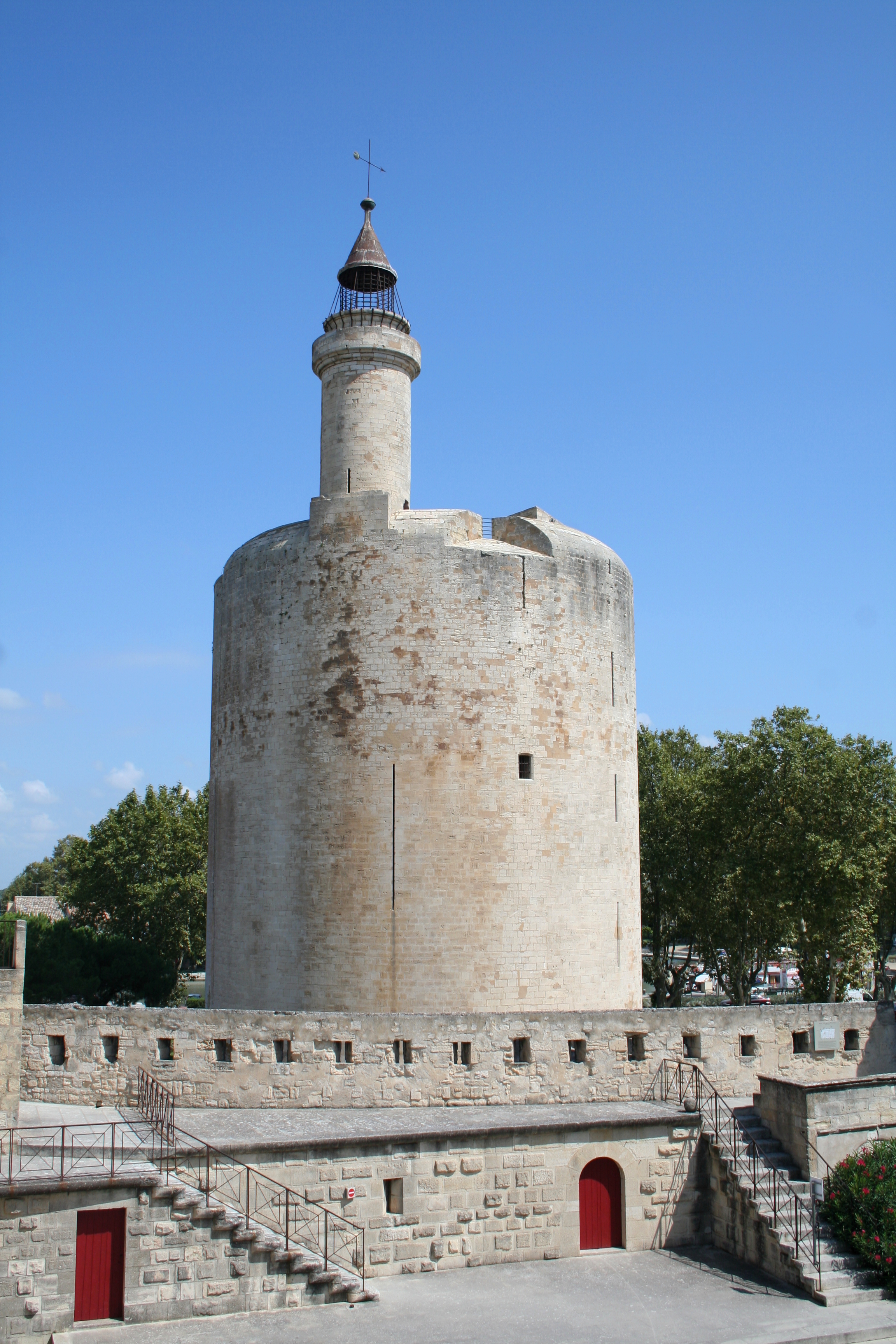
Tour de Constance.

La procureure adjointe Elisabeth Richard et le commandant de gendarmerie Paul Jansac font à nouveau équipe pour résoudre les meurtres consécutifs d'un jeune avocat et d'un agent immobilier à Aigues-Mortes, qui sont tous deux soupçonnés d'un viol non résolu deux ans auparavant.

## Distribution
- Florence Pernel : Élisabeth Richard, procureure
- Vincent Winterhalter : Commandant de gendarmerie Paul Jansac
- Samuel Labarthe : Charles de Fontbrune
- Pierre Perrier : Louis de Fontbrune
- Ludovic Berthillot : Jérôme Garcia
- Xavier Robic : Gilles Demaison
- Jean-Marie Juan : Carlos Alvarez
- Victoire Bélézy :	Clémentine Garcia
- Romane Portail : Marion Demaison
- Laurent Soffiati : Nicolas Montfort
- Ferdinand Fortes : Adjudant Garnier
- Gary Cothenet : Ludovic Pessac
- Quentin Ménard : Diego Alvarez
- Grégory Nardela :	Fabien Tosseli
- Quentin Faure : Kevin Leroy

## Tournage
Le téléfilm a été tourné à Aigues-Mortes et ses environs du 28 juin 2015 au 24 juillet 2015.

## Audience
Premières dates de diffusion :
- Belgique : 17 octobre 2015 sur La Une[3]
- France : 21 novembre 2015 sur France 3
- Italie : 30 août 2017 sur Rete 4

Crime à Aigues-Mortes réalise la seconde audience de la soirée avec 4 320 000 téléspectateurs soit 18.8% de part de marché 